# "Superstar" Billy Graham
Eldridge Wayne Coleman (født 7. juni 1943 i Phoenix, Arizona, død 17. maj 2023), bedre kendt under kaldenavnet "Superstar" Billy Graham, var en amerikansk wrestler. Coleman var WWWF World Heavyweight Champion og optaget i WWE Hall of Fame. I løbet af sin aktive karriere påvirkede han den fortsatte udvikling af wrestling til sportsunderholdning.  Han brugte Andrew Lloyd Webbers "Jesus Christ Superstar" som sin indgangsmelodi (senere overtaget af Don Muraco).